# Twardogóra
Twardogóra é um município da Polônia, na voivodia da Baixa Silésia e no condado de Oleśnica. Estende-se por uma área de 8,29 km², com 6 793 habitantes, segundo os censos de 2016, com uma densidade 819,4 hab/km².